# Эванс, Пит
Питер Дэрил Эванс (англ. Peter Daryl Evans; род. 29 августа 1973) — австралийский шеф-повар, теоретик заговора, ресторатор, писатель и телеведущий, наиболее известный как бывший судья конкурсного кулинарного шоу «Правила моей кухни». Эванс неоднократно подвергался жёсткой критике за распространение дезинформации о прививках.

## Биография

### Карьера
В 1996 году Эванс переехал в Сидней со своим братом и Дэвидом Корси, и они открыли ресторан Hugos Bondi в 1996 году, затем Hugos Lounge в 2000 году и Hugos Bar Pizza в 2004 году (оба в сиднейском районе Кингс-Кросс) и Hugos Manly в 2008 году. В период с 1998 по 2011 годы рестораны Hugos Group были удостоены восьми наград газеты Sydney Morning Herald «Шляпа шеф-повара», 21-й награды «Лучшая пицца в Австралии» и трёх наград «Лучшая пицца в Австралии» на выставке Australian Fine Food Show. В 2005 году Hugos выиграл «Лучшую пиццу в мире» на American Pizza Challenge в Нью-Йорке.
Во время своего визита в Австралию для участия в «Австралийском приключении Опры» (2011) Опра Уинфри отправила своих «лучших зрителей» на урок приготовления пиццы и коктейлей с Эвансом в Hugos Bar Pizza. Эванс готовил на нескольких мероприятиях в США в рамках ежегодной акции G’Day USA: Australia Week. В 2013 году Пит Эванс был вовлечён в совместное предприятие с несколькими деловыми партнёрами, которые, как сообщалось, были должны 769 000 долларов множеству различных кредиторов, включая самого Эванса. В 2014 году Пит пересмотрел меню апарт-отеля Fraser Suites в центральном деловом районе в Перте в соответствии со своей палеофилософией.
С 2010 года Эванс был судьёй в «Правила моей кухни» (MKR) с соведущим Ману Фиделем. В 2014 году сериал получил премию Logie Award за самую популярную реалити-шоу. Эванс оставался судьёй на MKR на протяжении всего конкурса, который в 2015 году был самым рейтинговым реалити-шоу в Австралии с около двух миллионов еженедельных зрителей. Эванс также вёл шоу «Праздник, который всегда с тобой и отличная еда», транслируемое на канале PBS в США, которое в 2014 году было номинировано на Дневную премию «Эмми».
В 2017 году Эванс подготовил и озвучил документальный фильм Netflix под названием «Волшебная таблетка», в котором рассказывается про кетогенную диету и утверждается, что она может помочь справиться с аутизмом, астмой и раком
.

### Скандалы
В мае 2020 года контракт Эванса с 7-м каналом австралийского ТВ был расторгнут после плохих оценок одиннадцатого сезона «Правил моей кухни», а TGA оштрафовала шеф-повара на 25000 долларов за продвижение устройства, которое, как он утверждал, могло вылечить COVID-19. «Седьмой канал» не сообщил, появится ли Эванс в сети в будущем. После этого Эванс сосредоточится на своём бизнесе альтернативного образа жизни. Также он подвергся критике от австралийского депутата от лейбористов Джоша Бёрнса за продвижение видео конспиролога Дэвида Айка, в котором утверждалось, что вируса COVID-19 не существует, и что вирус был вызван установками антенны 5G. Бёрнс написал Эвансу, чтобы предупредить его о продвижении взглядов Айка из-за его антисемитских взглядов.
В ноябре 2020 года Эванс подвергся критике за то, что он поделился в своих социальных сетях снимком с изображением Чёрного Солнца — символа, широко используемого неонацистами и сторонниками превосходства белой расы. Этот особый дизайн использовался стрелком в мечетях Крайстчерча в целях пропаганды. Это привело к тому, что Эванс был лишён контракта с его книжным издателем Macmillan Publishers, а крупные розничные торговцы, Coles, Woolworths, Target, Kmart, Big W и Dymocks, перестали продавать его продукцию.

### Личная жизнь
У Эванса есть две дочери от его предыдущих отношений с Астрид Эллингер. Эванс ранее жил в Сиднее в пригороде Норт-Бонди до покупки фермы за 1,2 миллиона долларов в Раунд-Маунтин, что на севере Нового Южного Уэльса, в 2015 году. В 2016 году Эванс женился на модели Николе Робинсон.